# 德懷爾 (新墨西哥州)
德懷爾（英語：Dwyer）是位於美國新墨西哥州格蘭特縣的非建制地區。

## 歷史
德懷爾的郵局於1895年設立，其後於1917年停運。

## 地理
德懷爾所處的海拔為高於海平面1585米（即5200英呎），而該地所採用的時區為UTC-7，即北美山地时区（MST）。同時該地設有夏令時間，為UTC-7調快一小時，即UTC-6（MDT）。